# Vladimír Kořístek
Vladimír Kořístek (14. května 1927 Zábludov – 11. května 2021) byl český chirurg, který patřil k průkopníkům cévní, srdeční a transplantační chirurgie v tehdejším Československu.

## Profesní život
Většinu své profesionální dráhy pracoval ve Fakultní nemocnici u sv. Anny v Brně. V roce 1964 nastoupil na II. chirurgickou kliniku, kde byl v letech 1970 až 1991 přednostou. Během své lékařské praxe vyučoval na Lékařské fakultě Masarykovy univerzity v Brně chirurgii. Po odchodu z kliniky v roce 1991 se svému povolání dále aktivně věnoval i v důchodovém věku v nemocnicích Hustopeče, Blansko a Polička, kde pracoval až do svých 80 let.
Zasloužil se mimo jiné o rozvoj chlopenní chirurgie a chirurgické léčby ischemické choroby srdeční či zavádění podpůrných srdečních mechanismů. Dne 2. února 1983 se svým týmem na II. chirurgické klinice provedl první úspěšnou klinickou transplantaci jater v tehdejším Československu, a to u pacienta s nádorem na játrech. Před tímto zákrokem provedl okolo 150 pokusných transplantací jater na prasatech. Druhou transplantaci jater provedl 22. února téhož roku.

## Osobní život
Vladimír Kořístek se oženil s Janou roz. Matlovou, dcerou důstojníka československé armády a veterána 2. světové války Antonína Matla. Podle serveru svazky.cz byl V. Kořístek veden v evidenci zájmových osob Státní bezpečnosti.
Zemřel 11. května 2021 ve věku 93 let.

## Ocenění
- 1987, laureát Státní ceny Klementa Gottwalda[9]
- 2008, Cena Jihomoravského kraje (lékařské vědy)